# Damazy
Damazy – imię męskie pochodzenia greckiego. Wywodzi się od słowa oznaczającego „zdobywać”. Damazy – gr. łagodny, oswojony, ujarzmiony.
Damazy imieniny obchodzi: 26 września, 27 września, 26 października, 14 listopada, 27 listopada i 11 grudnia.

## Osoby noszące imię Damazy
- Damazy I
- Damazy II
- Damazy Klimek
- Damazy Antoni Dzierożyński
- Damazy Kotowski
- Damazy Tilgner